# Macrocilix
Macrocilix és un gènere de papallones nocturnes de la subfamília Drepaninae.

## Taxonomia
- Macrocilix maia (Leech, 1888)
- Macrocilix mysticata (Walker, [1863])
- Macrocilix nongloba H.F. Chu & L.Y. Wang, 1988
- Macrocilix ophrysa H.F. Chu & L.Y. Wang, 1988
- Macrocilix trinotata H.F. Chu & L.Y. Wang, 1988